# Franz Mauve
Franz Mauve (Kattowitz, 11 novembre 1864 – Grunewald, 12 dicembre 1931) è stato un ammiraglio tedesco, che al comando della 2ª Squadra da battaglia della Hochseeflotte, composta da 8 pre-dreadnought, alzando la sua insegna sulla nave da battaglia Deutschland prese parte alla battaglia dello Jutland. Tra il 1 dicembre 1916 e il 4 settembre 1917 fu comandante 4ª Squadra da battaglia (IV. Geschwader) operante nel Mar Baltico.

## Biografia

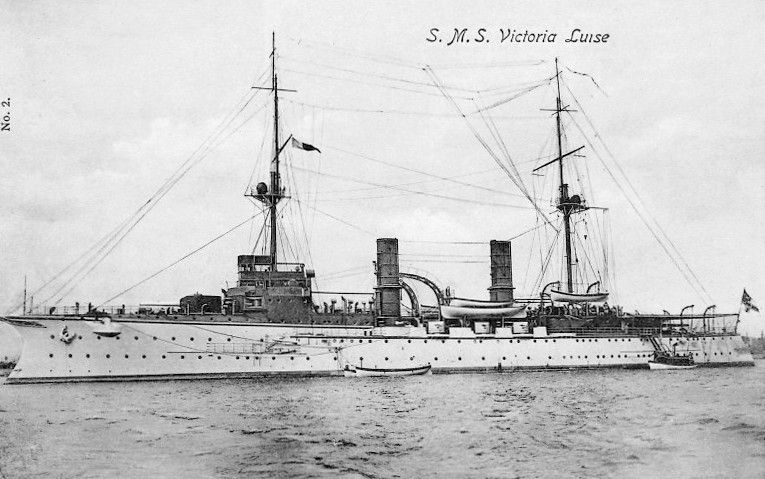
L'incrociatore protetto SMS Victoria Luise.

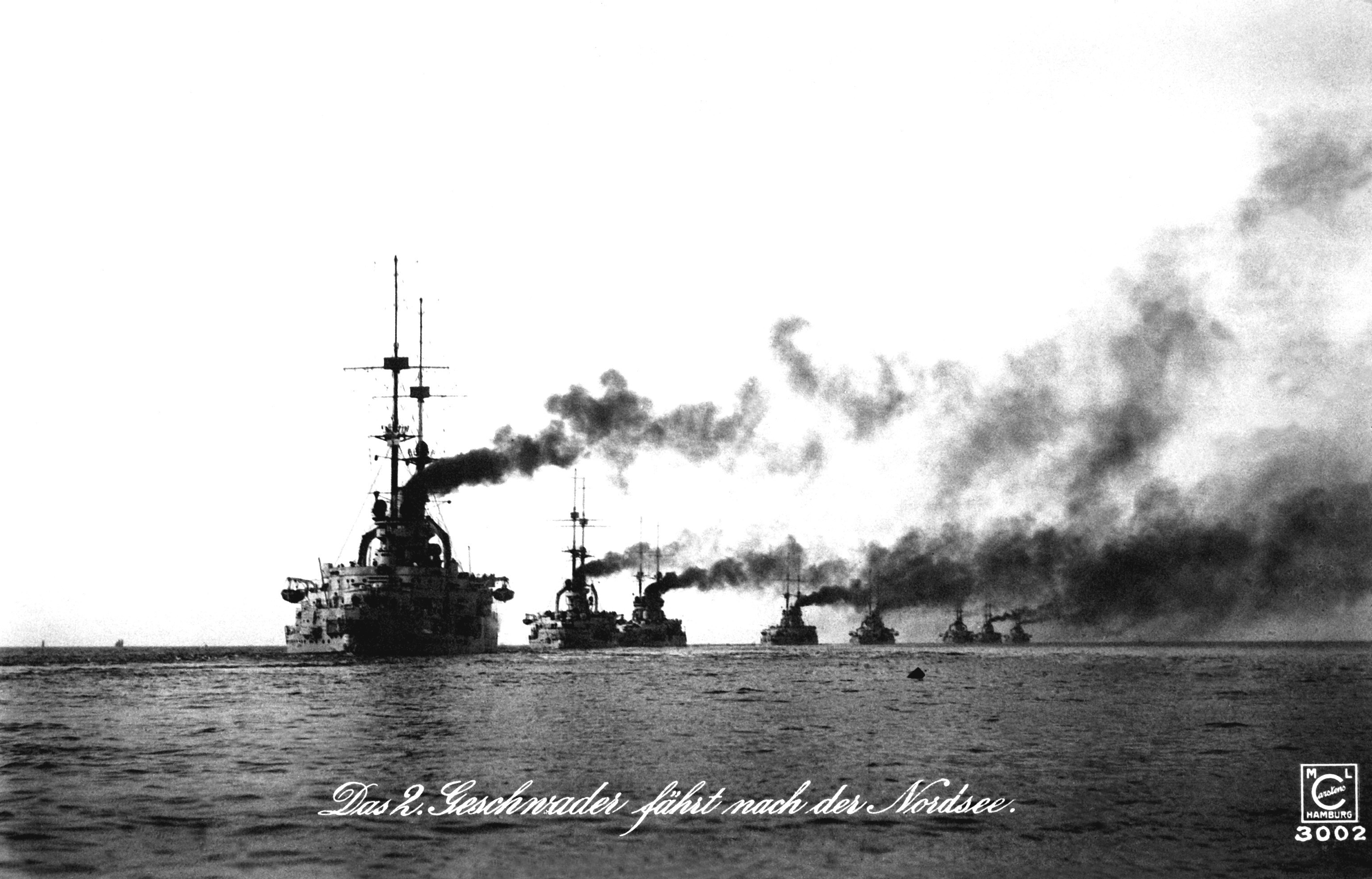
Le navi della 2ª Squadra da battaglia in navigazione nel Mare del Nord.

Nacque a Kattowitz l'11 novembre 1864. Arruolatosi nella Kaiserliche Marine, fece una rapida carriera, prestando servizio come ufficiale di Stato maggiore a partire dal settembre 1903, e tra il dicembre 1905 e l'aprile 1908 fu in servizio presso l'Admiralstab a Berlino. 
Con il gradi di Fregattenkapitän il 4 aprile 1908 fu assegnato al comando di una nave scuola per i cadetti della marina, l'incrociatore protetto Victoria Luise. Effettuò la sua prima crociera all'estero nel luglio successivo e, poiché la nave stava prendendo parte alla dimostrazione sull'impiego dei dirigibili da parte della flotta, ospitava a bordo un apposito comitato scientifico. La nave raggiunge Madeira e Tenerife, dove si svolse la dimostrazione. Dalla nave fu lanciato un pallone che raggiunse l'altezza record di 21.800 m. La commissione fu sbarcata il 5 agosto, e il Victoria Luise continuò il suo viaggio nel Mar Mediterraneo. Insieme all'Hertha prese parte alle operazioni di soccorso alle popolazioni colpite dal terremoto di Messina, rimanendo in zona fino alla fine del gennaio 1909, per rientrare a Kiel nel mese di marzo.
Nell'estate del 1909 il Victoria Luise partì per una nuova crociera di addestramento dei cadetti, navigando dapprima nel Mar Baltico, e poi partendo per l'estero.  Si recò dapprima alle Azzorre dirigendo quindi per Newport negli Stati Uniti d'America, dove fu raggiunto poco tempo dopo dall'Hertha e dagli incrociatori Bremen e Dresden. Dal 26 settembre al 9 ottobre le quattro navi a New York presero parte ai festeggiamenti per il primo servizio di navigazione commerciale a vapore sul fiume Hudson compiuto da Robert Fulton. Il rappresentante ufficiale della Kaiserliche Marine, il Großadmiral Hans von Koester alzava la sua insegna a bordo del Victoria Louise. Celebrato il tricentenario della scoperta dell'Hudson, e dell'inaugurazione del servizio di linea fluviale New York-Albany da parte del battello a vapore di Fulton, il Clermont, il Victoria Luise salpò da New York, raggiunse le Indie occidentali, e poi ritornò a Kiel il 10 marzo 1910. 
Divenuto Kapitän zur See ritornò in servizio presso lo Stato maggiore dell'Admiralstab, e dall'aprile 1910  al settembre 1913 fu comandante della nave da battaglia Pommern, dopo di che fu nominato vicecomandante del II. Geschwader (2ª Squadra) della Hochseeflotte.

### La prima guerra mondiale

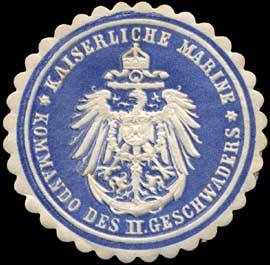
Insegna del comando della 2ª Squadra da battaglia (II. Geshwader).

Nell'agosto 1915 assunse il comando del II. Geschwader, formato da vecchie navi di linea pre-dreadnought, alzando la sua insegna sulla Deutschland. Quando alla fine nell'aprile 1916 il comandante della flotta, viceammiraglio Reinhard Scheer, elaborò il piano per una massiccia incursione contro il porto di Sunderland, al fine di attirare una parte della Grand Fleet in una elaborata trappola, e di annientarla, acconsentì, con una decisione sofferta presa all'ultimo minuto, che anche le navi di linea della 2ª Squadra, che avevano prestazioni inferiori al resto della unità della flotta, partecipassero all'azione. Salpato con le sue 8 unità insieme alla quasi totalità della Hochseeflotte, il 31 maggio si trovò a combattere durante la battaglia dello Jutland.
Durante la seconda fase dello scontro, alle 18:10 le navi del viceammiraglio Franz von Hipper e quelle di Scheer erano impegnate ad inseguire gli incrociatori da battaglia britannici dell'ammiraglio David Beatty. Qualche tempo dopo Scheer decise di ritirarsi prima del tramonto, per raggiungere la Germania nel timore di incorrere negli attacchi notturni delle siluranti avversarie.  Quando avvistò la Gran Fleet in arrivo al completo, Scheer capì che ciò non gli sarebbe stato possibile ritirarsi, se non sacrificando le vecchie unità di Mauve, lasciandole al loro destino, o di sacrificare le sue migliori unità nel tentativo di coprire loro la ritirata. Invece egli ordinò alle sue navi di virare di 16 quarte a dritta, in modo da porre le corazzate "pre-dreadnoughts" sul lato opposto del fuoco avversario. Durante le ulteriori fasi dello scontro, una manovra degli incrociatori da battaglia tedeschi costrinse la 1ª Squadra da battaglia a virare verso est per evitare la collisione, e questa manovra portò la 2ª Squadra da battaglia direttamente dietro agli incrociatori ed impedì alle navi inglesi di inseguire gli incrociatori tedeschi quando questi virarono verso sud. Gli incrociatori da battaglia di Beatty aprirono il fuoco sulle vecchie corazzate della 2ª Squadra tedesca che virarono verso sud-ovest per potere utilizzare tutti i propri cannoni contro le navi nemiche. L'impari combattimento durò solo alcuni minuti prima che Mauve facesse virare le sue navi 8 quarte a dritta, e fortunatamente le navi britanniche non inseguirono le vecchie corazzate tedesche. La sola perdita registrata fu la Pommern silurata alle 3:10 del mattino, dal cacciatorpediniere Onslaught. Colpita da uno, o due siluri, la nave esplose dividendosi in due tronconi prima di affondare. Degli 839 uomini dell'equipaggio non vi fu alcun superstite. Promosso viceammiraglio, nel novembre del 1916 lasciò il comando della 2ª Squadra da battaglia, per assumere, il 1 dicembre successivo, quello della 4ª Squadra da battaglia (IV. Geschwader) operante nel Mar Baltico. Il 4 settembre 1917 cedette il comando all'ammiraglio Wilhelm Souchon, e il 23 dello stesso mese fu messo a riposo. Si spense a Grunewald il 12 dicembre 1931 e la salma fu tumulata nel cimitero di Stahnsdorf.

### Annotazioni
1. ↑  Una quarta è 11° 15', 16 quarte sono 180°.

### Fonti
1. ↑  Bradley, Hildebrand, Henriot 1989, pp. 452-453.
2. ↑  Breyer 1998, p. 14.
3. ↑  Breyer 1998, p. 32.
4. ↑  Breyer 1998, p. 33.
5. ↑  Tarrant 2005, p. 152.
6. ↑  Tarrant 2005, pp. 152-153.
7. ↑  Tarrant 2005, p. 195.
8. ↑  Tarrant 2005,  pp. 195-196.
9. ↑  Staff 2010,  p. 13.